# Ottokar Uhl
Ottokar Uhl (* 2. März 1931 in Wolfsberg in Kärnten; † 3. November 2011 in Wien) war ein österreichischer Architekt und Hochschullehrer.

## Leben
Ottokar Uhl übersiedelte 1940 nach Wien und maturierte 1949 an der Bundesgewerbeschule in Mödling, Abteilung Hochbau. 1950 studierte er kurze Zeit an der Technischen Hochschule Wien, dann in der Meisterklasse von Lois Welzenbacher an der Akademie der bildenden Künste Wien. Sein Diplom machte er 1953 bei Lois Welzenbacher mit einer Arbeit zum Kulturzentrum Basel. 1957 nahm er an der Internationalen Sommerakademie Salzburg bei Konrad Wachsmann teil, Thema: „Untersuchung des Einflusses auf die Industrialisierung des Bauens: Salzburghalle – Entwicklung eines Knotensystems“.
1973 wurde er als Nachfolger von Egon Eiermann Professor für Bauplanung und Entwerfen an der Fakultät für Architektur der Universität Karlsruhe Fridericiana.
Seine vielfältigen Projekte haben die Schwerpunkte im Sakralbau nach dem Zweiten Vatikanischen Konzil (Demontable Kirche Siemensstraße, Wien, 1960–64; Kirche und Seelsorgezentrum Taegu, Südkorea; 1964–66; Montagekirche Kundratstraße, Wien, 1966–67; Kath. Gemeindezentrum St. Judas Thaddäus, Karlsruhe-Neureut, 1980–89) und im partizipativen Wohnbau (Wohnanlage „Wohnen morgen“, Hollabrunn, 1971–76; Festgasse, Wien 16, 1973–83; Wohnhaus „Wohnen mit Kindern“, Wien, 1985–90; Wohnheim B.R.O.T., Wien, 1985–90). Seine Architektur befasst sich besonders mit Partizipation und dem interdisziplinären, prozessorientierten Planen.
Nach seiner Emeritierung im Jahre 1994 war er 1995 Gastprofessor für Liturgiewissenschaft an der Universität Wien.
Uhl wurde am Kalksburger Friedhof in Wien bestattet.

## Entwürfe und Realisierungen (Auswahl)

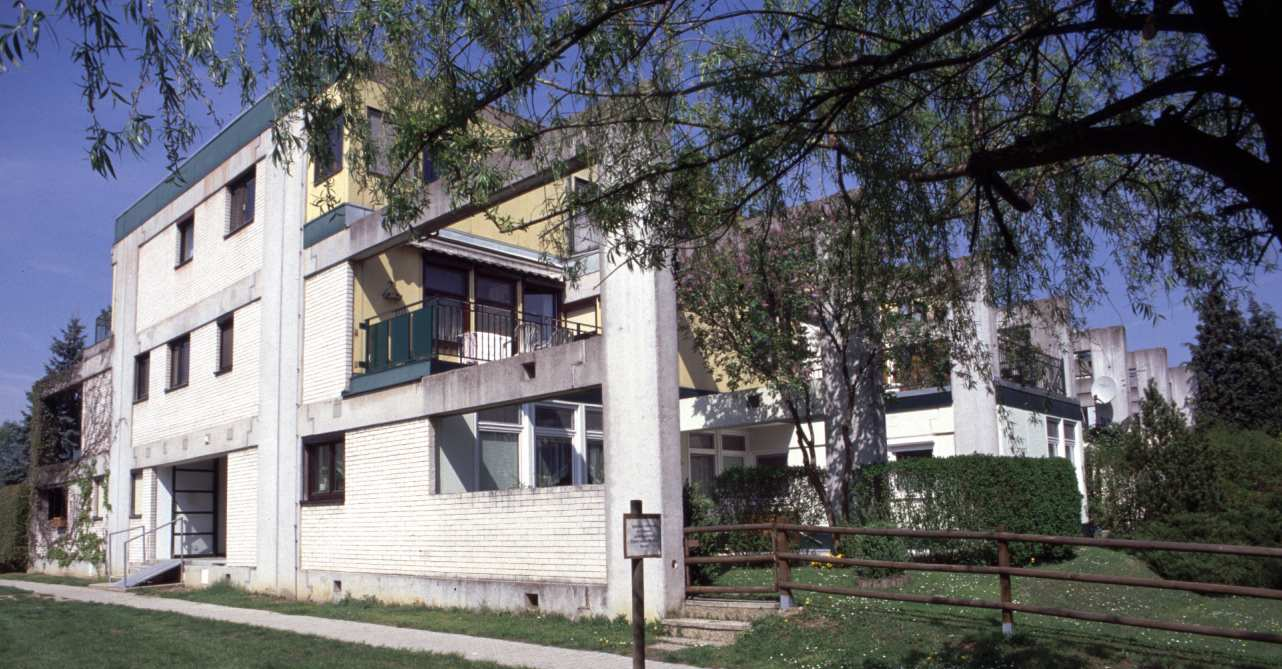
Wohnen morgen in Hollabrunn (Niederösterreich)

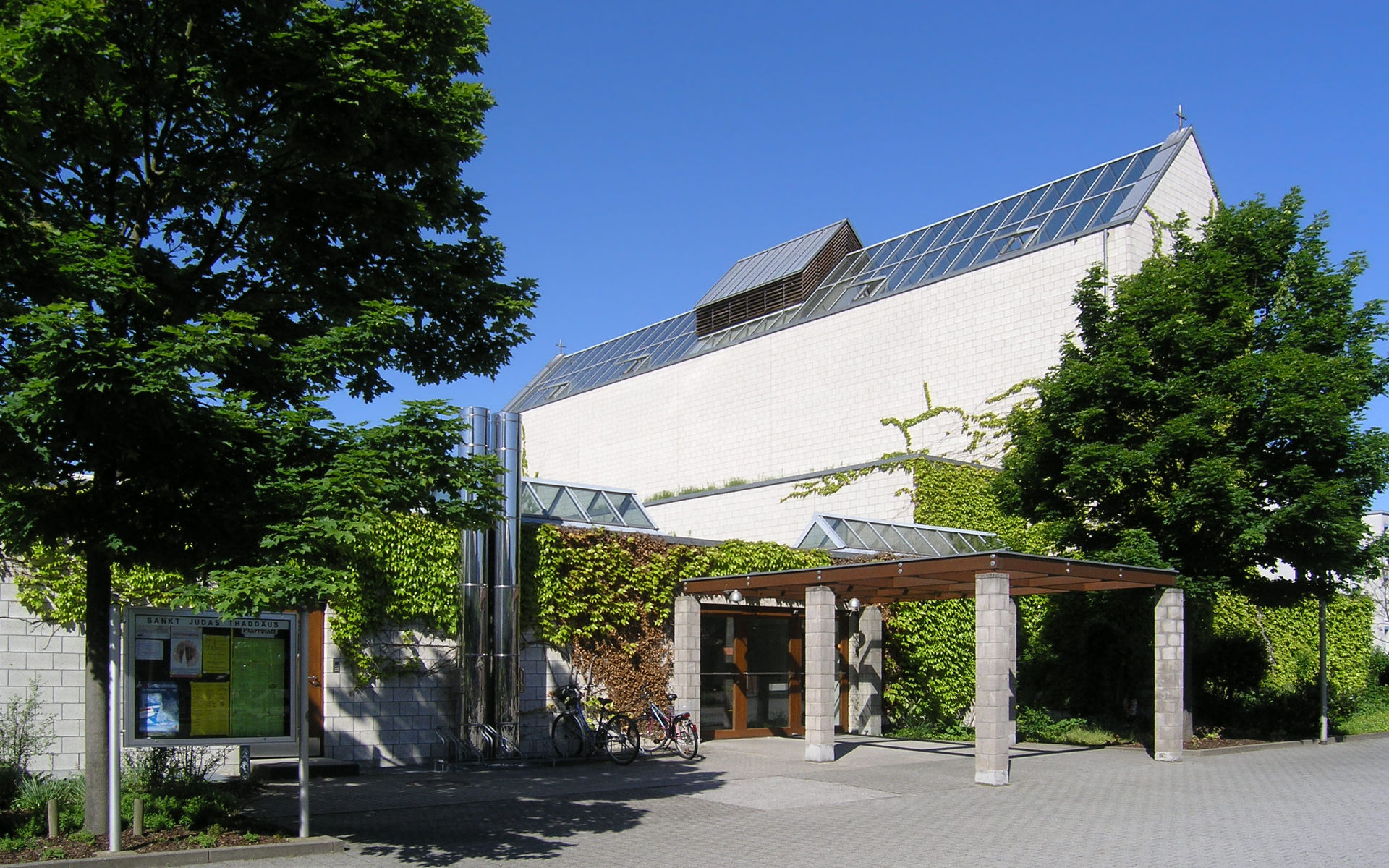
Kirche St. Judas Thaddäus in Neureut (Karlsruhe)

- 1960–1961: Studentenkapelle Peter-Jordan-Straße, Wien[2]
- 1962–1964: Montagekirche Siemensstraße Wien
- 1963–1964: Gedächtniskapelle auf dem Schlösslberg
- 1967: Montagekirche Kundratstraße
- 1980–1984: Wohnhausanlage Wohnen mit Kindern

## Auszeichnungen
- 1963: Österreichischer Staatspreis für Architektur für die demontable Kirche Siemensstraße
- 1968: Österreichischer Bauherrenpreis 1968 für Kapelle und Studienräume Stift Melk
- 1976: Kardinal-Innitzer-Würdigungspreis für Naturwissenschaften
- 1985: Großer Österreichischer Wohnbaupreis für die Wohnhausanlage Wohnen mit Kindern
- 1991: Österreichischer Bauherrenpreis für das Wohnheim der Gemeinschaft B.R.O.T. in Wien
- 1991: Hugo-Häring-Preis (BDA) für das Gemeindezentrum St. Judas Thaddäus
- 1991: Ehrenmedaille der Bundeshauptstadt Wien in Gold
- 1993: Österreichischer Öko-Preis für Architektur
- 1996: Ludwig-Wittgenstein-Preis[3]
- 2001: Goldenes Ehrenzeichen des Landes Wien
- 2007: Ehrendoktorat der Technischen Universität Wien[4]

## Schriften (Auswahl)
- mit Friedrich Achleitner: Lois Welzenbacher. 1889–1955. mit 325 Abbildungen, Residenz Verlag, Salzburg 1968.
- Kirchenbau als Prozeß in: Günter Rombold (Hrsg.): Kirchen für die Zukunft bauen, Herder Wien 1969.
- Gegen-Sätze. Architektur als Dialog, Ausgewählte Texte aus vier Jahrzehnten, Picus Wien 2003, ISBN 3-85452-129-4.